# كتاب خسارة الأرض (تاريخ حديث)
كتاب خسارة الأرض (تاريخ حديث) هو كتاب 2019 كتبه ناثانيل ريتش. يدور الكتاب حول وجود أدلة علمية لظاهرة الاحتباس الحراري لعقود بينما تم رفضه سياسياً، والضرر الذي سيحدث في النهاية نتيجة لذلك.
نُشرت القصة لأول مرة في مجلة نيويورك تايمز وتوسعت فيما بعد. بعد نشر المقال، أُعلن أن القصة قيد التطوير ليتم تحويلها إلى مسلسلات وثائقية سيتم توزيعها على أبل تي في +.